# Achaearanea inops
Achaearanea inops är en spindelart som beskrevs av Claude Lévi 1963. Achaearanea inops ingår i släktet Achaearanea och familjen klotspindlar. Inga underarter finns listade i Catalogue of Life.